# Almoez Ali
Almoez Alí Abdulla (Jartum, Sudán, 19 de agosto de 1996) es un futbolista catarí que juega como delantero en el Al-Duhail S. C. de la Liga de fútbol de Catar.

## Trayectoria
Debutó en el fútbol profesional con el LASK Linz de la Segunda División de Austria en 2015 donde marcó un gol en 9 partidos.

### Cultural Leonesa
Fichó por la Cultural y Deportiva Leonesa en 2016 donde jugó apenas 10 partidos y anotó un gol.

### Al-Duhail SC
En 2016 llegó al Al-Duhail SC de la Liga de fútbol de Catar.

## Récords
Es el primer jugador catarí en marcar un gol en competición liguera en España. Lo hizo en un Arandina CF 0-1 Cultural y Deportiva Leonesa, que además dio los 3 puntos a su equipo. Anotó el primer gol de Catar en la Copa América 2019, siendo el primer jugador catarí en lograrlo en la historia de la competición. También disputó la Copa de Oro de la Concacaf 2021 donde marcó 4 goles y fue goleador del torneo, convirtiéndose en el primer jugador en marcar en tres campeonatos continentales de diferentes confederaciones.

## Selección nacional
Debutó con la selección de fútbol de Catar el 25 de octubre de 2016 en la victoria 3-0 ante Tailandia entrando en el minuto 68 por Rodrigo Tabata. Marcó su primer gol en la derrota 2-1 ante la selección de fútbol de Liechtenstein en el minuto 6.
Su mejor partido con la selección fue ante la selección de fútbol de Corea del Norte donde anotó 4 goles en la victoria 6-0 en partido correspondiente a la Copa Asiática 2019 donde terminó como máximo goleador con 9 goles y terminando como campeón, siendo el primer título de su carrera y el de la selección; además, anotó un gol en la final frente a la selección de fútbol de Japón.

#### Participaciones en Copas del Mundo
| Mundial           | Sede  | Resultado      | Partidos | Goles |
| ----------------- | ----- | -------------- | -------- | ----- |
| Copa Mundial 2022 | Catar | Fase de grupos | 3        | 0     |

## Clubes
| Club                         | País    | Año       |
| ---------------------------- | ------- | --------- |
| LASK Linz                    | Austria | 2015-2016 |
| Cultural y Deportiva Leonesa | España  | 2016      |
| Al-Duhail S. C.              | Catar   | 2016-Act. |

## Palmarés

### Campeonatos nacionales
| Título                     | Club         | País  | Año  |
| -------------------------- | ------------ | ----- | ---- |
| Liga de fútbol de Catar    | Al-Duhail SC | Catar | 2017 |
| Liga de fútbol de Catar    | Al-Duhail SC | Catar | 2018 |
| Copa Príncipe de la Corona | Al-Duhail SC | Catar | 2018 |
| Copa del Emir de Catar     | Al-Duhail SC | Catar | 2018 |
| Copa del Emir de Catar     | Al-Duhail SC | Catar | 2019 |

### Campeonatos internacionales
| Título        | Equipo             | País                   | Año  |
| ------------- | ------------------ | ---------------------- | ---- |
| Copa Asiática | Selección de Catar | Emiratos Árabes Unidos | 2019 |
| Copa Asiática | Selección de Catar | Catar                  | 2024 |

### Distinciones individuales
| Distinción                                              | Año  |
| ------------------------------------------------------- | ---- |
| Mejor jugador de la Copa Asiática                       | 2019 |
| Máximo goleador de la Copa Asiática (9 goles)           | 2019 |
| Máximo goleador de la Copa Oro de la Concacaf (4 goles) | 2021 |